# Gnathopogon imberbis
Gnathopogon imberbis är en fiskart som först beskrevs av Sauvage och Dabry de Thiersant, 1874.  Gnathopogon imberbis ingår i släktet Gnathopogon och familjen karpfiskar. Inga underarter finns listade i Catalogue of Life.